# أليكس فيباس
أليكس فيباس بيريز (بالإسبانية: Aleix Febas Pérez)، (مواليد 2 فبراير 1996)، هو لاعب كرة قدم إسباني يلعب في مركز الوسط مع نادي ملقا على سبيل الإعارة من ريال مايوركا.

## مسيرته الكروية
ولد في لاردة، كتالونيا، انضم فيباس إلى شباب ريال مدريد في عام 2009 في سن ال 13، من نادي لاردة. لعب أول مباراة له مع فريق ج في 7 سبتمبر 2014 من خلال البدء في المباراة التي انهت بخسارة فريقة بنتيجة 2–3 ضد نادي الكوبينداس، وسجل هدفه الأول في 21 ديسمبر ضد نادي رييس في المباراة التي خسروها بنفس النتيجة.
في 5 يوليو 2015، تمت تصعيده إلى ريال مدريد كاستيا من قبل المدرب زين الدين زيدان. لعب أول مباراة له مع الكاستيا في 22 أغسطس، في المباراة التي انتهت بنتيجة 5–1 ضد نادي إيبرو.
في 8 نوفمبر 2016، جدد فيباس عقده. وفي 11 يوليو، أعير إلى نادي ريال سرقسطة لمدة سنة واحدة.
لعب فيباس أول مباراة رسمية له في 18 أغسطس 2017، في المباراة التي خسرها فريقة 0–1 ضد نادي تينيريفي.
في 10 يوليو 2018، تمت إعارة فيباس إلى نادي ألباسيتي لمدة عام واحد.

## وصلات خارجية
- أليكس فيباس على موقع قاعدة بيانات كرة القدم.إي يو (الإنجليزية)
- أليكس فيباس على موقع Soccerway.com (الإنجليزية)
- أليكس فيباس على موقع AS.com (الإسبانية)
- أليكس فيباس على موقع قاعدة بيانات كرة القدم.إي يو (الإنجليزية)
- أليكس فيباس على موقع Soccerway.com (الإنجليزية)
- أليكس فيباس على موقع AS.com (الإسبانية)